# Edith Soterius von Sachsenheim
Edith Jeanette Soterius von Sachsenheim (Feldioara, 26 de diciembre de 1887 – Londres, 4 de enero de 1970) fue una pintora sajona de Transilvania, que pasó parte de su carrera en Inglaterra y en otras partes de Europa.

## Biografía
Von Sachsenheim nació en Marienburg (actual Feldioara), hija de Wilhelmina, de soltera Gust, y de doctor Arthur Soterius von Sachsenheim (de la familia noble sajona de Transilvania Soterius von Sachsenheim). Desde muy pequeña, mostró un talento para la pintura y sus padres apoyaron su deseo de seguir una carrera en este campo. Después de completar un curso de dos años (1903-04) en Hermannstadt (Sibiu) Art College, su padre la llevó a vivir con unos parientes en Inglaterra, donde pasó un año (1904-05) aprendiendo inglés, seguido de clases de piano y arte. La National Gallery le concedió permiso para copiar obras de museo y desarrolló un interés en las acuarelas de J. M. W. Turner, una influencia visible en sus primeras obras, así como en un período posterior, a partir de 1948. En julio de 1905, Edith recibió una "distinción "calificación en un examen de piano en el Colegio de Música de Londres.

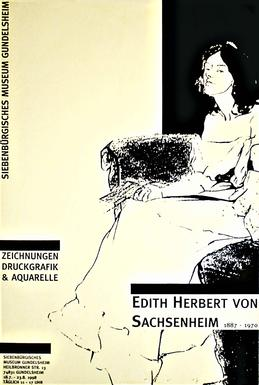
Cartel del 1998 Transylvanian exposición de Museo que presenta un dibujo de Eleanor Garrett-Ward (1908)

En 1907, su padre decidió que Von Sachsenheim tendría que continuar sus estudios en Múnich, donde se matriculó en el Royal College of Art and Crafts y desarrolló un interés en el arte del retrato y la anatomía. Un año más tarde, comenzó visitar el círculo artístico de Profesor Moritz Heymann, donde conoció a artistas que tenían una estrecha afinidad con el grupo Jugend. Las obras de Edith de este período, p. Ej. Sitzender Halbakt ("Sentada semidesnuda") o el retrato de su amiga Eleanor Garrett-Ward, reflejan su ambición por superar las concepciones artísticas anticuadas de la academia. Estas y otras obras de este período aparecen elegantes, con líneas fluidas y los colores decorativos típicos del Art Nouveau. Aparte de regresar a casa para pasar las vacaciones, pasó tres años estudiando en Múnich. En 1911, Edith regresó a Transilvania, donde tuvo su primera exposición en el Brașov.
En 1912, se casó con el Dr. med. Franz Herfurth y se mudó con él a Austria, donde pasó los años de la Primera Guerra Mundial, volviendo a Kronstadt (Brasov) en 1918. Era madre de tres hijos, Editha, Günther y Eva, pero las obligaciones familiares limitaron sus actividades artísticas. durante algún tiempo. El matrimonio no duró; la pareja se divorció en 1926 y al año siguiente se casó con su amigo de la infancia, el profesor Ludwig Herbert. Sin embargo, él tampoco fue propicio para su trabajo artístico y Edith siguió siendo madre y comenzó a hacer algún trabajo como profesora de inglés. Ludwig murió de un ataque al corazón a los 51 años en 1936.
Después de esta angustia, Edith se mudó al sur de Alemania para estar cerca de sus hijas que vivían allí, también pasó un tiempo en Polonia y luego de regreso al sur de Alemania durante el resto de la Segunda Guerra Mundial. Pintaba donde podía, produciendo principalmente acuarelas de los lugares donde vivía y visitaba. Esto trajo una nueva fase en su obra de arte, abandonó cualquier forma de modernismo y se limitó a una representación estrictamente objetiva y realista de su tema. Hasta 1946 enseñó arte en varias escuelas y pintó en su tiempo libre. En enero de 1946 murió su hijo Günther y en agosto del mismo año se mudó con su hija mayor a Graz, Austria. Otra fase creativa siguió en 1948, cuando produjo una serie de acuarelas en las áreas de Graz y en una visita a Zúrich, estas obras están influenciadas en cierta medida por su encuentro temprano con el arte de Turner mencionado anteriormente. En 1952, una acuarela de paisaje ganó el premio de plata en el Concurso Internacional de Artistas de la Librería Foyles.

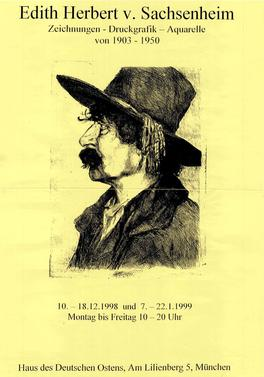
Cartel del 1999 Haus des Deutschen Ostens la exposición que presenta el dibujando Hombre italiano Con Un Sombrero (1912)

En 1955, se mudó a Londres, Inglaterra, para vivir con su hija Eva. Aquí dibujó retratos (incluidos los de la familia de su hija) y pintó principalmente rosas. En 1957, Edith presentó y expuso el dibujo Una niña de Cracovia en la Royal Society of Portrait Painters. La exposición recorrió todo el país.
Edith murió en 1970, a la edad de 83 años. En su vida, creó más de 200 pinturas, dibujos y litografías, ahora en varios museos o en posesión de amigos y familiares en toda Europa. En 1998, el Museo de Transilvania de Gundelsheim, Alemania, realizó una exposición retrospectiva y compró 50 de sus pinturas, algunas de las cuales están en exhibición permanente en el museo. En 1999, la colección Gundelsheim también se exhibió en Munich en la Haus des Deutschen Ostens. En 2001, el Museo de Historia Militar de Viena compró tres retratos de oficiales de la Primera Guerra Mundial para exhibirlos allí.

## Arte contemporáneo y amigos
- Arthur Coulin: amigo de Sibiu, pintó al óleo a Edith en 1907 en Sibiu cuando ella tenía 19 años. El retrato se encuentra en el Museo de Transilvania.
- Ernst Honigberger: Un amigo de Sibiu que también estudiaba en Munich, hizo un dibujo a lápiz de Edith, de 20 años, en 1908. Ahora se encuentra en el Museo Gundelsheim.
- Robert Wellman: un amigo de Sibiu, se hizo amigo de la familia e hizo un retrato del padre de Edith, Arthur Soterius von Sachsenheim. Esto es en la casa de la familia en Londres, Inglaterra.
- Trude Schullerus: Un amigo de Sibiu también estudió en Munich, siguió siendo amigo de la familia de por vida.